# Jégého alej

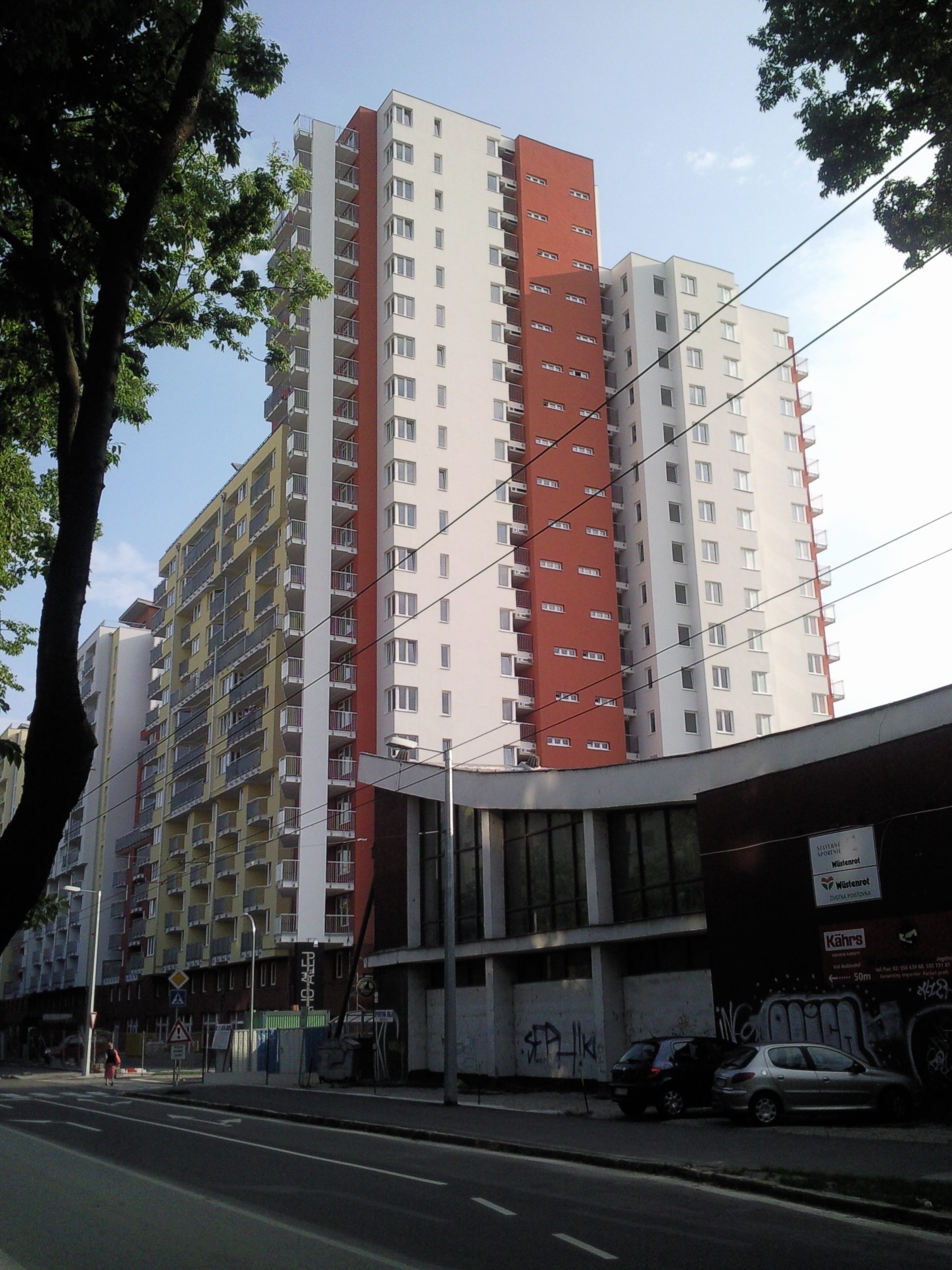
Stav po dokončení v roce 2009

Jégého alej je obytný komplex v Bratislavě v městské části Ružinov na Jégého ulici, který staví od roku 2007 developerská společnost FINEP.
Nachází se v něm 506 bytových jednotek, skládá se ze tří objektů s výškami 10, 15 a 21 pater. 
Komplex sestává i z dalších obytných objektů ve výstavbě do roku 2015.